# Kabinett Zāmuels

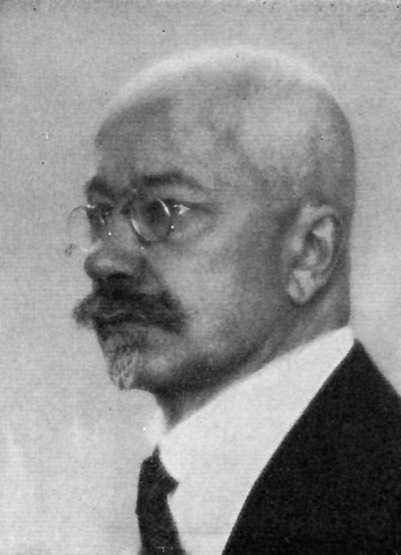
Ministerpräsident Voldemārs Zāmuels

Das Kabinett Zāmuels war die achte Regierung der Republik Lettland und wurde am 27. Januar 1924 von Ministerpräsident Voldemārs Zāmuels gebildet. Das Kabinett löste das Kabinett Meierovics II ab und blieb bis zum 18. Dezember 1924 im Amt, woraufhin es vom Kabinett Celmiņš I abgelöst wurde.
Dem Kabinett gehörten folgende Minister an:
| Amt                             | Amtsinhaber                           | Beginn der Amtszeit            | Ende der Amtszeit               |
| ------------------------------- | ------------------------------------- | ------------------------------ | ------------------------------- |
| Ministerpräsident               | Voldemārs Zāmuels                     | 27. Januar 1924                | 18. Dezember 1924               |
| Außenminister                   | Ludvigs Sēja                          | 27. Januar 1924                | 18. Dezember 1924               |
| Innenminister                   | Alfreds Birznieks Pēteris Juraševskis | 27. Januar 1924 25. Mai 1924   | 8. Mai 1924 18. Dezember 1924   |
| Kriegsminister                  | Fricis Birkenšteins Jūlijs Arājs      | 27. Januar 1924 24. Juli 1924  | 23. Juli 1924 18. Dezember 1924 |
| Finanzminister                  | Ringolds Kalnings                     | 27. Januar 1924                | 18. Dezember 1924               |
| Justizminister                  | Voldemārs Zāmuēls Jūlijs Arājs        | 27. Januar 1924 10. April 1924 | 9. April 1924 18. Dezember 1924 |
| Landwirtschaftsminister         | Ernests Bauers                        | 27. Januar 1924                | 18. Dezember 1924               |
| Verkehrsminister                | Jānis Pauļuks                         | 27. Januar 1924                | 18. Dezember 1924               |
| Arbeitsminister                 | Ādams Krieviņš                        | 27. Januar 1924                | 18. Dezember 1924               |
| Bildungsminister                | Kārlis Straubergs                     | 27. Januar 1924                | 18. Dezember 1924               |
| Stellvertretender Innenminister | Antons Dzenis                         | 27. Januar 1924                | 18. Dezember 1924               |